# Mercy Streets – Straße der Vergebung
Mercy Streets – Straße der Vergebung (Originaltitel: Mercy Streets) ist ein im Jahr 2000 veröffentlichtes Filmdrama und war das Regiedebüt des unabhängigen Filmemachers Jon Gunn, der hier eine streckenweise an Kain und Abel erinnernde Geschichte über verfeindete Brüder zeigt. Sein Hauptdarsteller David White spielt eine Doppelrolle als Gangster und Priester. Eric Roberts agiert als Gangsterboss und Stacy Keach als geschiedener Gottesmann.

## Handlung
Die Zwillingsbrüder John und Jeremiah wurden in frühem Alter im Waisenhaus getrennt und haben sich völlig aus den Augen verloren. John hat seine ganze Kindheit in Heimen verbracht und fühlt sich seitdem von seinem Bruder im Stich gelassen. Jeremiah hingegen ist in dem Glauben großgeworden, dass John damals verstorben sei. Während John unter den Einfluss des Verbrechers Rome geriet und immer noch für ihn arbeitet, wuchs Jeremiah in einer religiösen Familie auf und dient inzwischen der Episkopal-Kirche als Kaplan. Als John aufgrund von Ungeschicklichkeit und Pech eine große Summe an Bargeld verliert, flieht er vor dem rasenden Rome und wird für Jeremiah gehalten. Der echte Jeremiah hingegen wird von Rome für John gehalten und gefangen genommen. So ergibt es sich, dass die beiden getrennt aufgewachsenen Brüder, die nichts vom Leben des anderen wussten, plötzlich die Rollen getauscht haben und vor unerwarteten Aufgaben stehen. Es gelingt aber beiden Männern, sich der jeweils neuen Situation anzupassen. John hasst Jeremiah schließlich dafür, dass er ein so behagliches Leben führte und Jeremiah hasst John dafür, dass er ein Verbrecher geworden ist. Am Ende kommt es zwischen den beiden zu einem dramatischen Showdown mit ungewissem Ausgang.

## Hintergrund
Im Kommentar zur DVD-Version berichtet der Regisseur und Drehbuchautor Jon Gunn, dass Eric Roberts zunächst angenommen hatte, dass er selbst die beiden ungleichen Brüder spielen sollte.

## Kritiken
Ted Baehr beurteilte den Film in Movieguide als filmemacherische Meisterleistung mit starker christlicher Botschaft. („Mercy Streets is a masterful piece of moviemaking with a strong Gospel message.“)

## Synchronisation
Die deutsche Synchronisation wurde von der Münchner Firma Scala Media GmbH erstellt. Dialogregie führte Benedikt Rabanus, das Dialogbuch stammt von Stefan Sidak.